# NSG Kuhnenwald-Huhngrund
NSG Kuhnenwald-Huhngrund este o arie protejată (arie de protecție specială avifaunistică — SPA) din Germania întinsă pe o suprafață de 42 ha, integral pe uscat.

## Localizare
Centrul sitului NSG Kuhnenwald-Huhngrund este situat la coordonatele 49°27′40″N 6°55′00″E / 49.4611°N 6.9167°E.

## Înființare
Situl NSG Kuhnenwald-Huhngrund a fost declarat arie de protecție specială avifaunistică în februarie 2006 pentru a proteja 7 specii de animale.

## Biodiversitate
Situată în ecoregiunea continentală, aria protejată nu include niciun habitat protejat.
La baza desemnării sitului se află mai multe specii protejate de  păsări (7): buha (Bubo bubo), cuc (Cuculus canorus), ciocănitoare neagră (Dryocopus martius), Hippolais polyglotta, capîntortură (Jynx torquilla), sfrâncioc roșiatic (Lanius collurio), turturică (Streptopelia turtur).
Pe lângă speciile protejate, pe teritoriul sitului au mai fost identificate 3 specii de plante, 4 specii de nevertebrate.